# ولادیمیر شوخوف
ولادیمیر گریگوریویچ شوخوف (به روسی: Влади́мир Григо́рьевич Шу́хов) مهندس، معمار و دانشمند روس بود. وی به خاطر ابداع روش‌های نوین در آنالیز سازه‌ها شهرت یافت.

## زندگی
شوخوف در ۱۸۷۶ از دانشکده صنعتی سلطنتی مسکو فارغ‌التحصیل شد. همان سال پیشنهاد تدریس در آن دانشکده را رد کرد زیرا علاقه اصلی او مهندسی و کار بر روی اختراعاتش بود. کمی بعد به فیلادلفیا رفت تا در نمایشگاه جهانی کار کند. در ۱۸۷۷ به روسیه بازگشت و بر روی طرح راه‌آهن ورشو–وین کار کرد. از آنجایی که آن کار روالی عادی داشت و امکان استفاده از خلاقیت در آن وجود نداشت، ولادیمیر شوخوف را ناامید ساخت و او در ۲۴ سالگی تصمیم گرفت در دانشکده پزشکی نظامی ثبت‌نام کند.

## نگارخانه

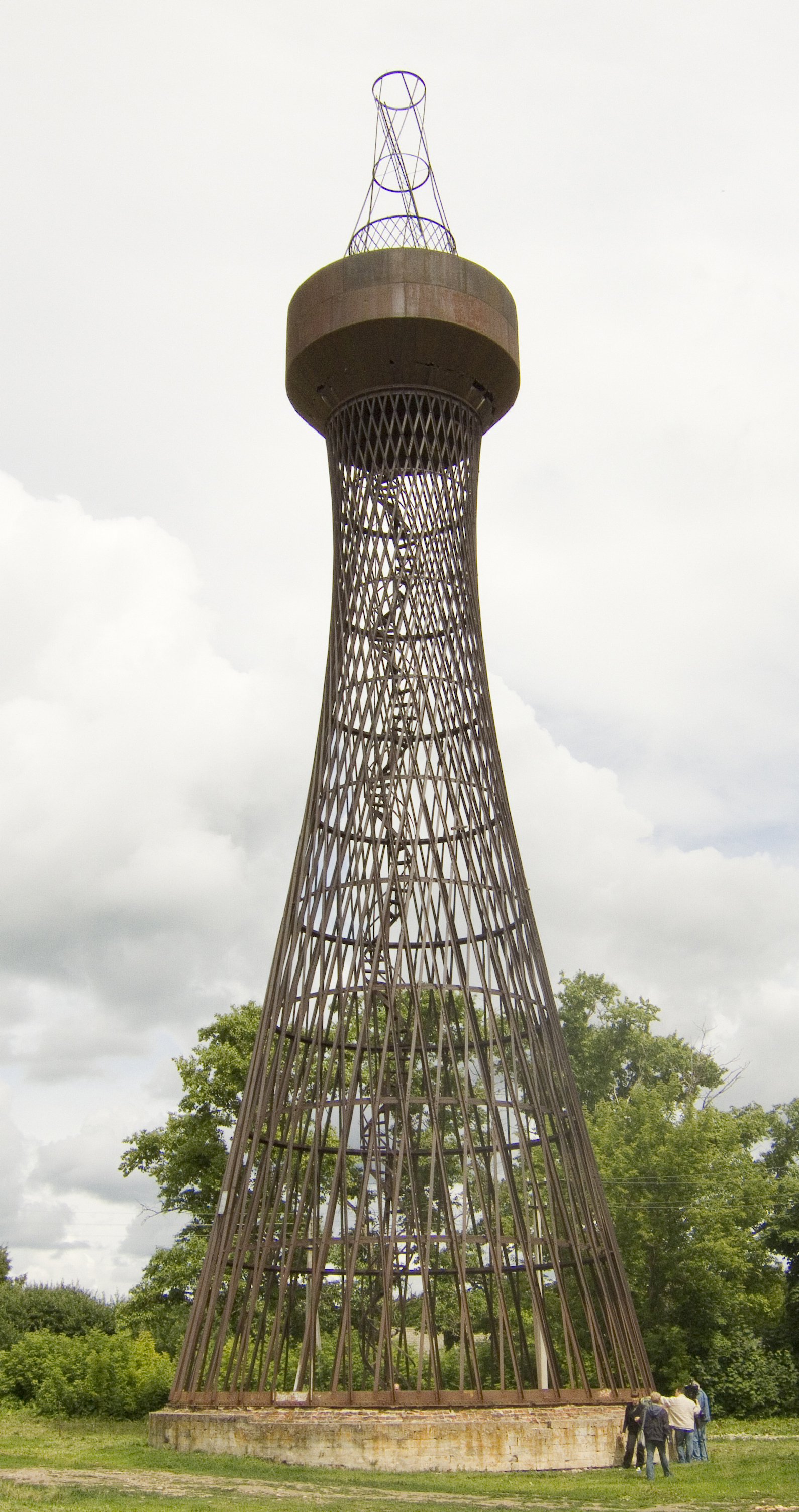
اولین ساختار هیپربولویید جهان توسط ولادیمیر شوخوف، پولیبینو، استان لیپتسک، ۲۰۰۹
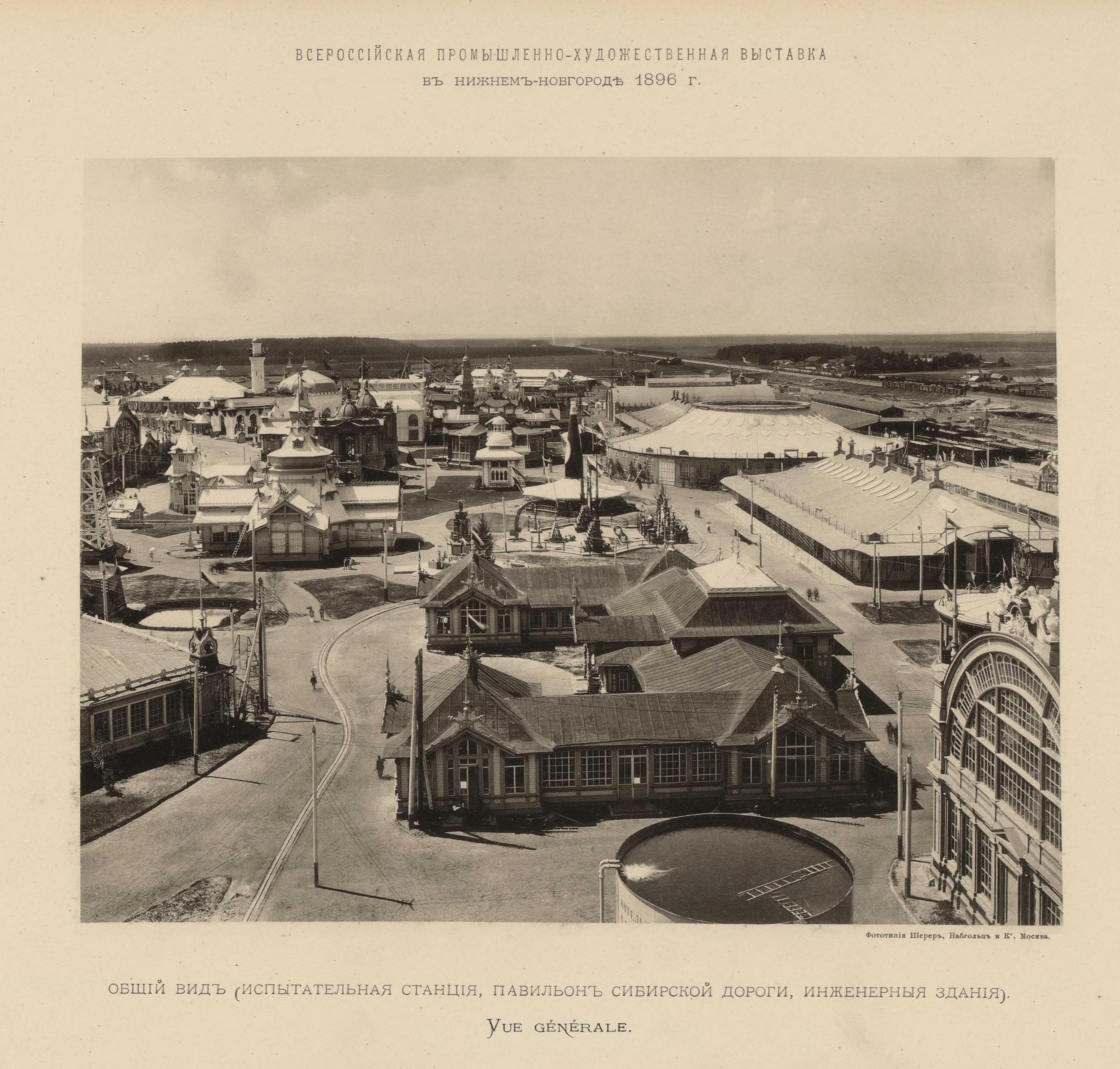
غرفه روتوندا و مستطیل شکل، نیژنی نووگورود، ۱۸۹۶
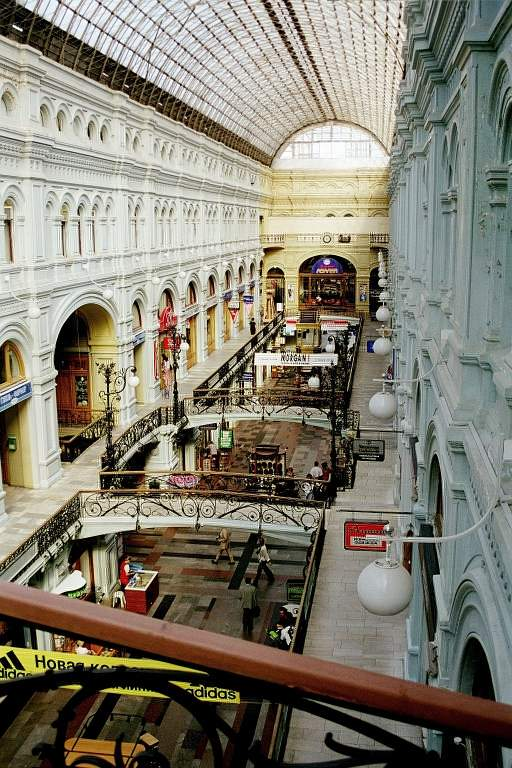
Upper Trading Rows (GUM) in مسکو
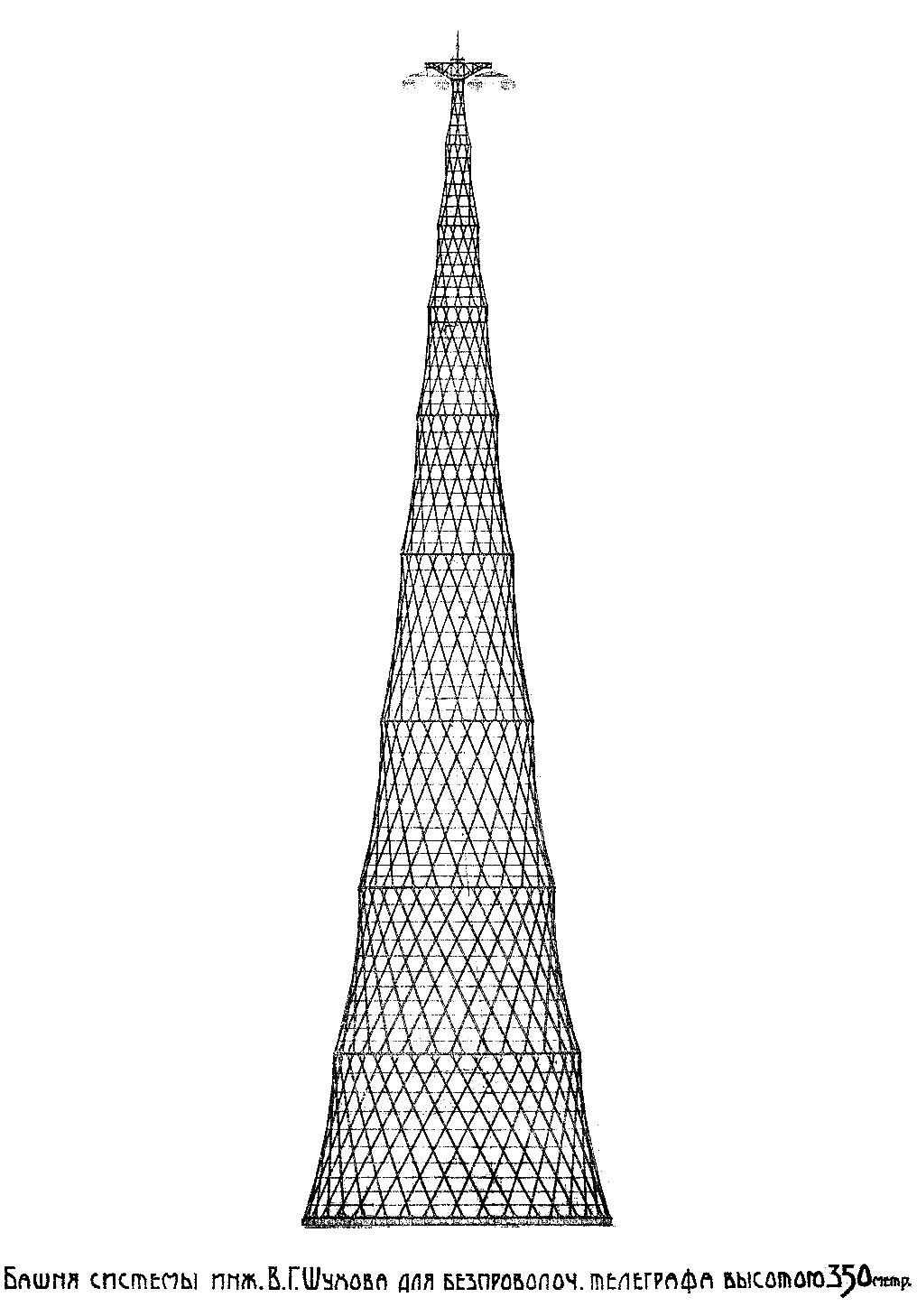
پروژه برج شوخوف ۳۵۰ متری، ۱۹۱۹
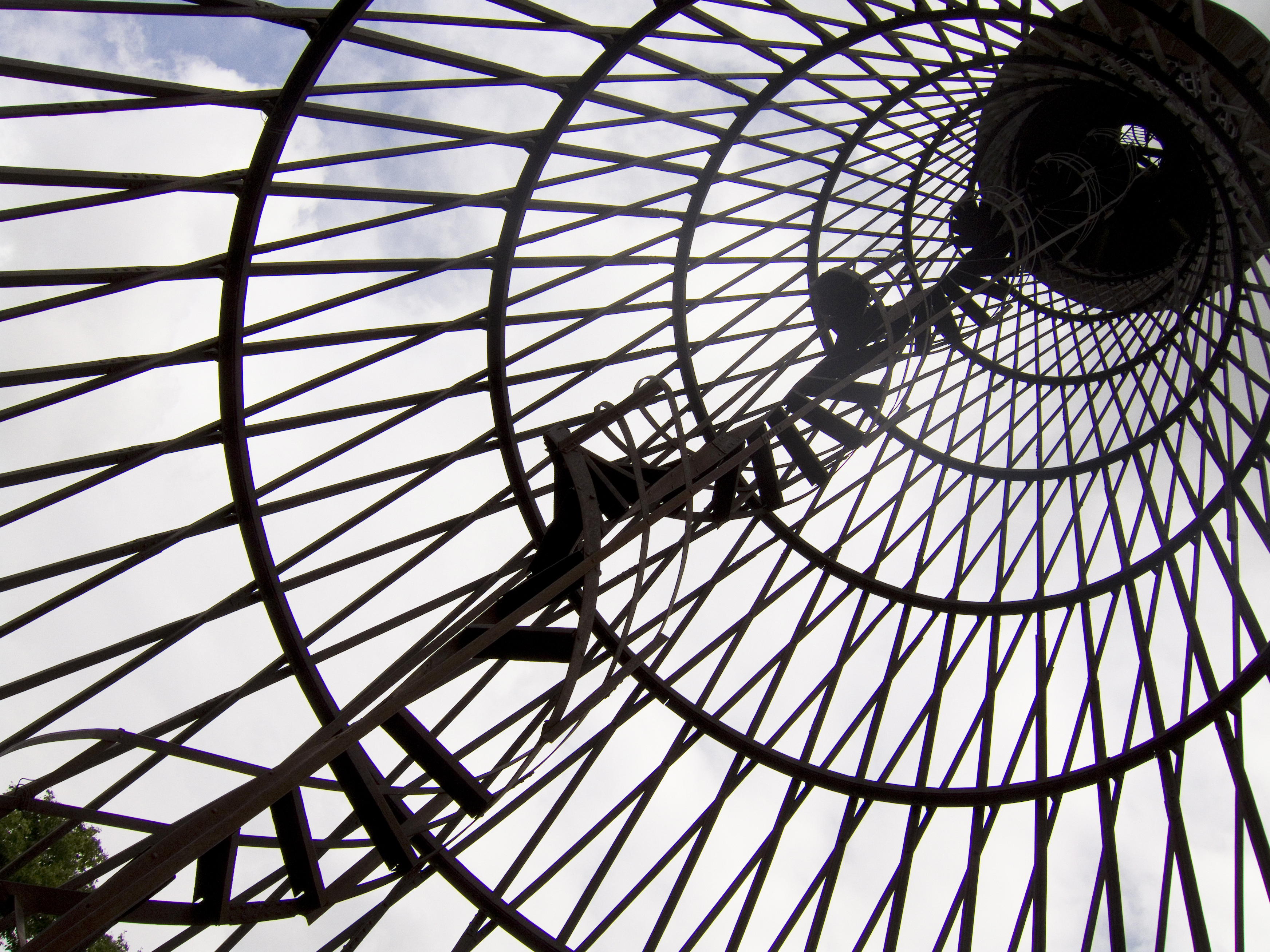
ساختار هیبربولیید مشبک اولین برج شوخوف در جهان
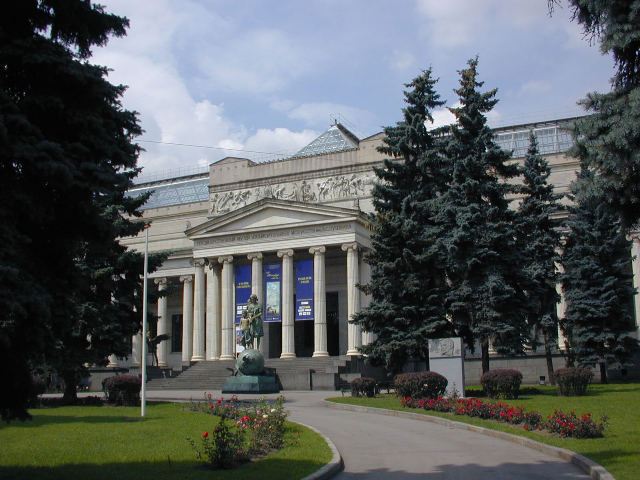
موزه هنرهای زیبا پوشکین، مسکو
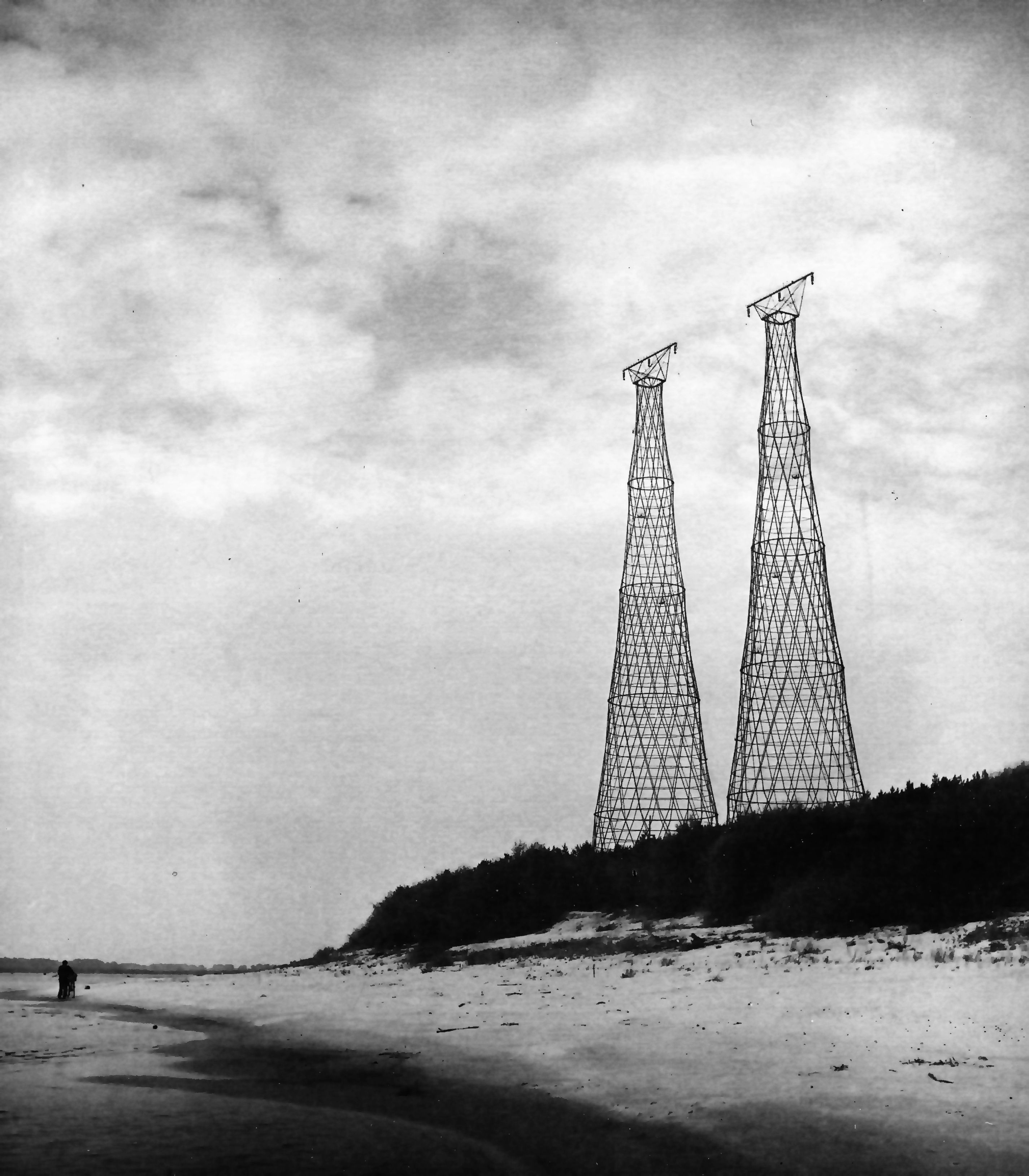
برج‌های شوخوف در رودخانه اوکا، ۱۹۸۸
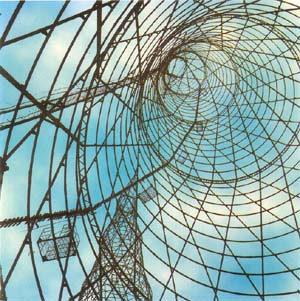
برج‌های شوخوف در رودخانه اوکا در حومه نیژنی نووگورود، ۱۹۸۸
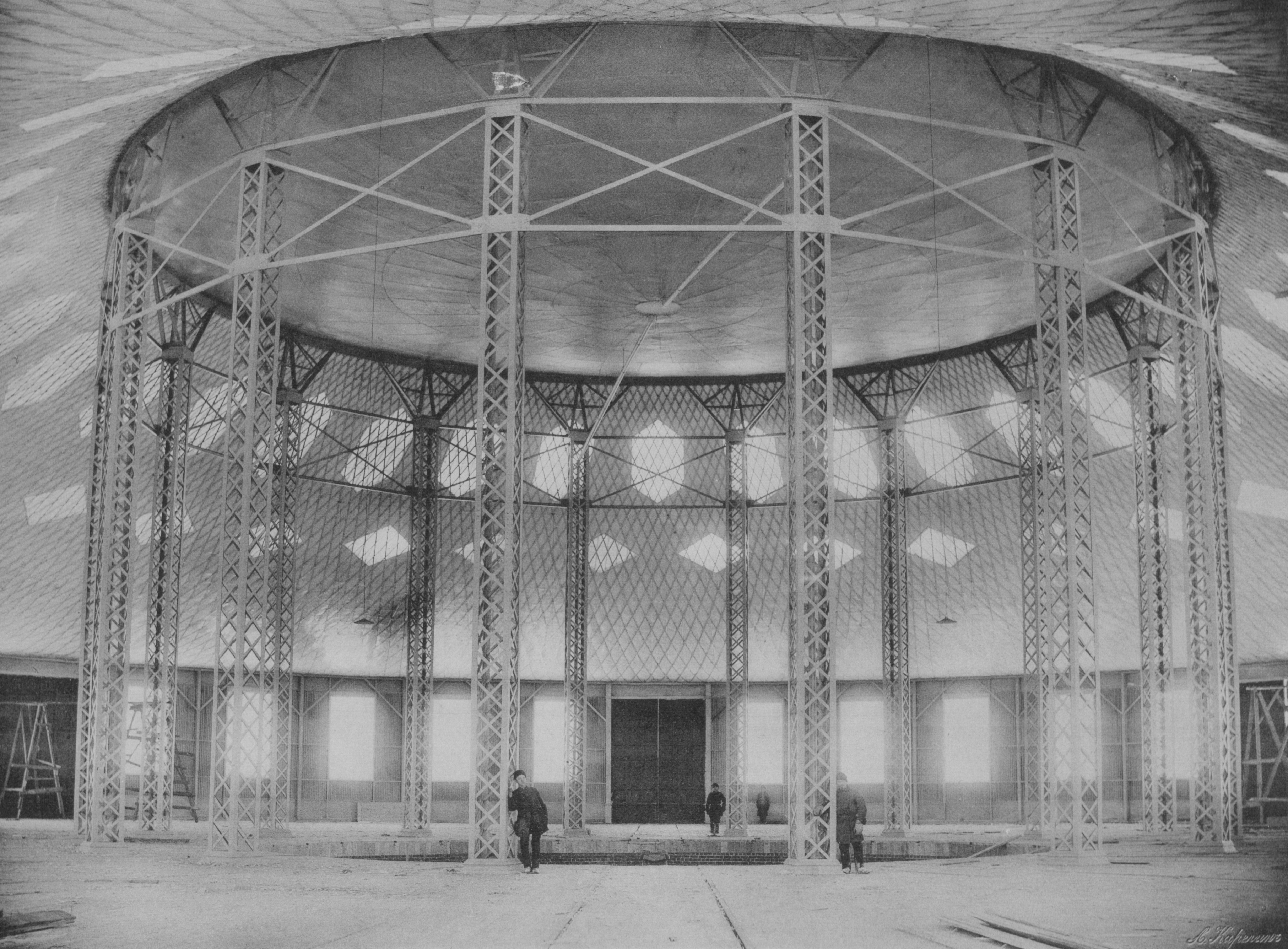
اولین شبکه جهانی سقف و سازه غشایی استیل کششی فولادی در شوخوف روتوندا، نیژنی نووگورود ، ۱۸۹۵